# Somapura Mahavihara
Somapura Mahavihara (bengalski sanskrt: সোমপুর মহাবিহার, Shompur Môhabihar, što znači "Veliki samostan") je budistički samostanski kompleks iz 8. stoljeća pr. Kr., koji se nalazi uz moderno selo Paharpur, oko 68 km od grada Bograu provinciji Naogaonu, Bangladeš. On je jedan od najpoznatijih vihara (budističkih privremenih samostana) na Indijskom poluotoku i jedno od najvažnijih arheoloških lokaliteta u Bangladešu. Nekada je bio važno vjersko i znanstveno središte ne samo za budiste, već i za džainiste i hinduiste, sve do 12. stoljeća. On predstavlja arhitekturu jednostavnih skladnih linija i pročišćenih plastičnih dekoracija, koja je snažno utjecala na vjersku arhitekturu sve do Kambodže i Jave. Zbog toga je upisano na UNESCO-ov popis mjesta svjetske baštine u Aziji i Oceaniji od 1985. godine, i od tada je UNESCO s 5.6 milijuna dolara financirao njegovu zaštitu.

## Povijest
Samostanski kompleks kod Pahrapura je osnovao indijski vladar iz dinastije Palla, Dharmapala (770. – 810.), o čemu svjedoči pečat s natpisom: Shri-Shri-Somapura-Dharmapaladeva-Mahavihariyarya-bhiksu-sangghasya koji je otkriven. Tibetanski izvori, uključujući prijevode Dharmakayavidhi i Ratnapradipa Madhyamaka, te povijest Taranatha škole i monaha Pag-Sam-Jon-Zanga, navode kako je kompleks podigao Dharmapalin nasljednik, Devapala (oko 810. – 850.) nakon osvajanja Varendre. Natpisi na stupovima navode petu godinu vladavine Devapalinog nasljednika, Mahendrapala (oko 850. – 854.) koji se tu naziva Bhikhsu Ajayagarbha. Pag-Sam-Jon Long iz Taranathe navodi kako je samostan obnovio vladar Mahipala (oko 995. – 1043.).
U 11. stoljeću je samostan uništen i spaljen, vjerojatno kada su kraljevi Varmana osvojili Vangu i ubili posljednjeg kralja Karunashrimitru. Stoljeće kasnije vihara je obnovljena i dodan je hinduistički hram božici Tari. Tijekom vladavine kraljeva Sena, u drugoj polovici 12. stoljeća, vihara je gubila na značaju da bi bila potpuno napuštena u 13. stoljeću kada je ovim prostorom zavladao islam.

## Odlike
Kompleks, koji pokriva više od 11 hektara okruženih 5 metara debelim i 3-5 m visokim zidom, se sastoji od divovske središnje stupe oko koje su građevine kvadratične osnove sa 177 monaških ćelija za meditaciju. Uokolo se nalaze mnoge druge stupe, svetišta različitih veličina, a na tom mjestu su pronađene brojne ploče od terakote, kamene skulpture, natpisi, novčići, keramika i dr. Oni se čuvaju u muzeju koji je izgrađen uz lokalitet 1957. godine.
- Središnji hram (vihara)
- Prilaz stupi
- Središnja stupa
- Skulpture u podnožju
- Somapura Mahavihara
- Somapura Mahavihara

## Vanjske poveznice
- Informacije, slike, video i panoramske fotografije od 360 stupnjeva lokaliteta  Arhivirana inačica izvorne stranice od 17. listopada 2011. (Wayback Machine) (engl.)
- Panofotografije na Patrimonium-munidi.org  Arhivirana inačica izvorne stranice od 12. kolovoza 2011. (Wayback Machine)